# Rysslands dag
Rysslands dag (ryska: День России, Den Rossiji) firas den 12 juni sedan 1992 och är Rysslands nationaldag samt en helgdag. 

## Historia
Den 12 juni 1990 antogs Ryska socialistiska federativa sovjetrepublikens deklaration till självstyre, det vill säga Ryska federationen bildandes. Halvannat år senare, den 26 december 1991, upplöstes Sovjetunionen.
Sedan 1992 firas den som helgdag, dagen hette från början också ”Ryska SFSR:s deklaration till självstyre-dagen”. Den 12 juni 1997 föreslog den dåvarande presidenten Boris Jeltsin att dagen skulle döpas om till ”Rysslands dag”. Namnet blev officiellt samtidigt som den nya arbetslagen infördes 2002. Många trodde under lång tid att Rysslands dag egentligen hette ”Rysslands självständighetsdag” eller kort och gott "Självständighetsdagen", även om inga sådana felsägningar eller felstavningar ägt rum i några officiella dokument. Levada Center, som är en inofficiell opinionsundersökningsorganisation, genomförde 2009 en undersökning där 44 procent av de förfrågade trodde att Rysslands dag hette "Självständighetsdagen", efter amerikanskt mönster.